# Eugène Bozza
Eugène Joseph Bozza (geboren 4. April 1905 in Nizza; gestorben 28. September 1991 in Valenciennes) war ein französischer Komponist.

## Leben
Eugène Bozza, Sohn eines Italieners, studierte am Conservatoire de Paris und schloss 1924 im Fach Violine, 1930 im Fach Dirigieren und 1934 im Fach Komposition ab. Ebenfalls 1934 war er Träger des renommierten Prix de Rome mit seiner Kantate Légende de Roukmani. 1939 bis 1948 war er Dirigent an der Pariser Opéra Comique, danach Direktor des Konservatoriums in Valenciennes bis 1975. Bozza schrieb zahlreiche Werke für Kammermusik, besonders für Holzbläser.
Die meisten kammermusikalischen Werke entstanden ab Mitte der 1950er-Jahre, als Bozza Direktor des Konservatoriums von Valenciennes wurde. In seinem Werk klingen immer wieder Impressionen an die Landschaft der Provence an.

## Werke
In Bozzas Werkverzeichnis finden sich:
- 3 Opern Léonidas (Paris, 1947), Beppo ou Le Mort dont personne ne voulait (Lille, 1963), La Duchesse de Langeais (Lille, 1967)
- Ballette, Oratorien und Chöre
  - La Tentation de Saint Antoine (1948), Oratorium
- Orchesterwerke (darunter Sinfonien und Solokonzerte)
- Zahlreiche kammermusikalische Werke, insbesondere für Bläser, z. B.:
  - Soir dans les Montagnes (Flöte, Klavier), 1954
  - Image op.38 (Flöte solo), 1939
  - 4 Piéces faciles (Flöte)
  - Jour d’été à la montagne (Flötenquartett), 1954
  - Agrestide op. 44 (Flöte Klavier), 1942
  - Air de Vieille (Flöte, Klavier)
  - 5 Chansons sur les Thèmes japonais (Flöte Klavier)
  - Bucolique (Klarinette Klavier)
  - Trio d’anches (Holzbläserbesetzung Klarinette Fagott)
  - Aria (Saxophon Klavier; auch Bearb. für andere Blasinstrumente, z. B. Flöte), 1936
  - Polydiaphonie (Flöte Gitarre)
  - 2 Impressionen (Flöte Harfe)
  - Suite brève en Trio (Bläsertrio) 1947 (dem Komponisten Tony Aubin gewidmet)
  - 3 Pieces, pour une musique de nuit (Bläserquartett), 1954
  - Sérénade (Bläserquartett)
  - Scherzo op. 48 (Bläserquintett), 1944
  - Variations sur un Thème libre op. 42 (Bläserquintett), 1943
  - Chant Lointain (Horn, Klavier)
  - En Foret op.40 (Horn, Klavier)
  - En Irlande (Horn, Klavier)
  - Sur les Cimes (Horn, Klavier)
  - Entretiens (Horn, Klavier)
  - Contrastes IV (Horn, Trompete)
  - Suite (4 Hörner solo)
  - 13 Capricio-Etüden für Zug-Posaune
  - Fantaisie pastorale (Oboe Klavier)
  - Fantaisie italienne (Saxophon, Klavier od. Flöte, Klavier)
  - Ballade (Posaune, Klavier)
  - Sonatine für 4 Klarinetten (es/b/b/bass)
  - 12 Etüden für Klarinette
  - Caprice Nr.2 (Trompete und Klavier)
  - Dialogue (Trompetenduett in drei Sätzen)
  - Lied (Trompete in B oder C)
  - Rustiques (Trompete in B oder C)
  - Caprice op.47 (Trompete in B oder C)
  - Concertino (Trompete)
  - Badinage (Trompete in B oder C)
  - Rhapsodie (Trompete in B oder C)
  - Cornettina (Trompete in B oder C)
  - Frigariana (Trompete in B oder C)
  - Récit, Sicilienne et Rondo* für Fagott und Klavier
  - Thème Varié (Tuba, Klavier)
  - 14 Études-arabesques (Flöte solo), 1960
  - Concertino da camera (Flöte und Streichorchester oder Klavier), 1963
  - Atmosphères(4 Flöte und Kammerorchester), 1968
  - 10 Études sur des modes karnatiques (Flöte), 1973
  - Graphismes (Etüden, Flöte), 1975
  - Interlude (Flöte, Blockflöte oder Viola), 1978
  - Phorbeia (Flöte), 1978
  - 3 Pièces (4 Flöten), 1979